# 山下若松

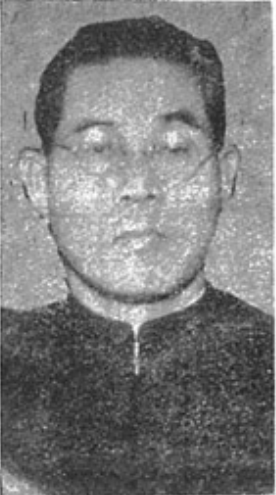
山下若松

山下 若松（やました わかまつ、1891年（明治24年）2月6日 - 没年不明）は、昭和時代前期の台湾総督府官僚。屏東市長、台中市長。旧姓は川上。

## 経歴・人物
川上勝右衛門の三男として岡山県岡山市に生まれ、のち山下全増の養子となる。岡山県商業学校、岡山県立高等簿記学校を経て、1912年に関西大学商業学科第2学年を修了する。この間、神戸税務監督局に勤めた。
台北庁税務吏を皮切りに、専売局書記、府秘書課統計主務を経て、1934年（昭和9年）5月、地方理事官に進み、基隆市助役に就任。ついで1937年（昭和12年）11月、台北州文山郡守に転じ、1939年（昭和14年）4月、新竹州苗栗郡守、1940年（昭和15年）6月、台南州新豊郡守を歴任したのち、1941年（昭和16年）6月、屏東市長に就任し、さらに1943年（昭和18年）1月には台中市長となった。